# Abswurmbachit
Abswurmbachit (Reinecke & al., 1991), chemický vzorec Cu2+Mn63+SiO12, je čtverečný minerál.

Původ jména: Irmgard Abs-Wurmbach (* 1938), německý mineralog, Institut für Mineralogie, Ruhr Universität, Bochum, Německo, který provedl základní chemický a fyzikální výzkum braunitu.

## Původ
Druhotný minerál v sedimentárních horninách bohatých na Al a Mn, přeměněných tlakovou metamorfózou.

## Morfologie
Převážně vláknitá nebo protáhle prizmatická zrna o délce 6–50 mikrónů a průměru 1–5 mikrónů a hypidiomorfně omezená zrna o průměru 5–30 mikrónů zarostlá v křemeni.

## Vlastnosti
- Fyzikální vlastnosti: Tvrdost 6,5, hustota 4,96 g/cm³, štěpnost chybí.
- Optické vlastnosti: Barva: černá, tmavě hnědá. Lesk kovový, průhlednost: opakní, vryp hnědočerný.
- Chemické vlastnosti: Složení: Cu 9,29 %, Mn 50,88 %, Si 4,56 %, O 31,20 %, příměs Fe, Al.

## Parageneze
- křemen, shattuckit, tenorit, sursassit, piemontit, ardennit, rutil, hollandit, klinochlor.

## Naleziště
- Japonsko – Sanbagawa (pás, ostrov Šikku)
- Řecko – Ochi (hora, u Karystosu, Evvia) spolu s křemenem, shattuckitem, tenoritem aj. v Mn bohatých hnědočervených metamorfovaných kvarcitech; Vasilikon (pohoří, u Apikie, na ostrově Andros) obdobný výskyt jako u Ochi.